# Amorpha juglandis
Amorpha juglandis är en fjärilsart som beskrevs av Abboth och Smith 1797. Amorpha juglandis ingår i släktet Amorpha och familjen svärmare. Inga underarter finns listade i Catalogue of Life.

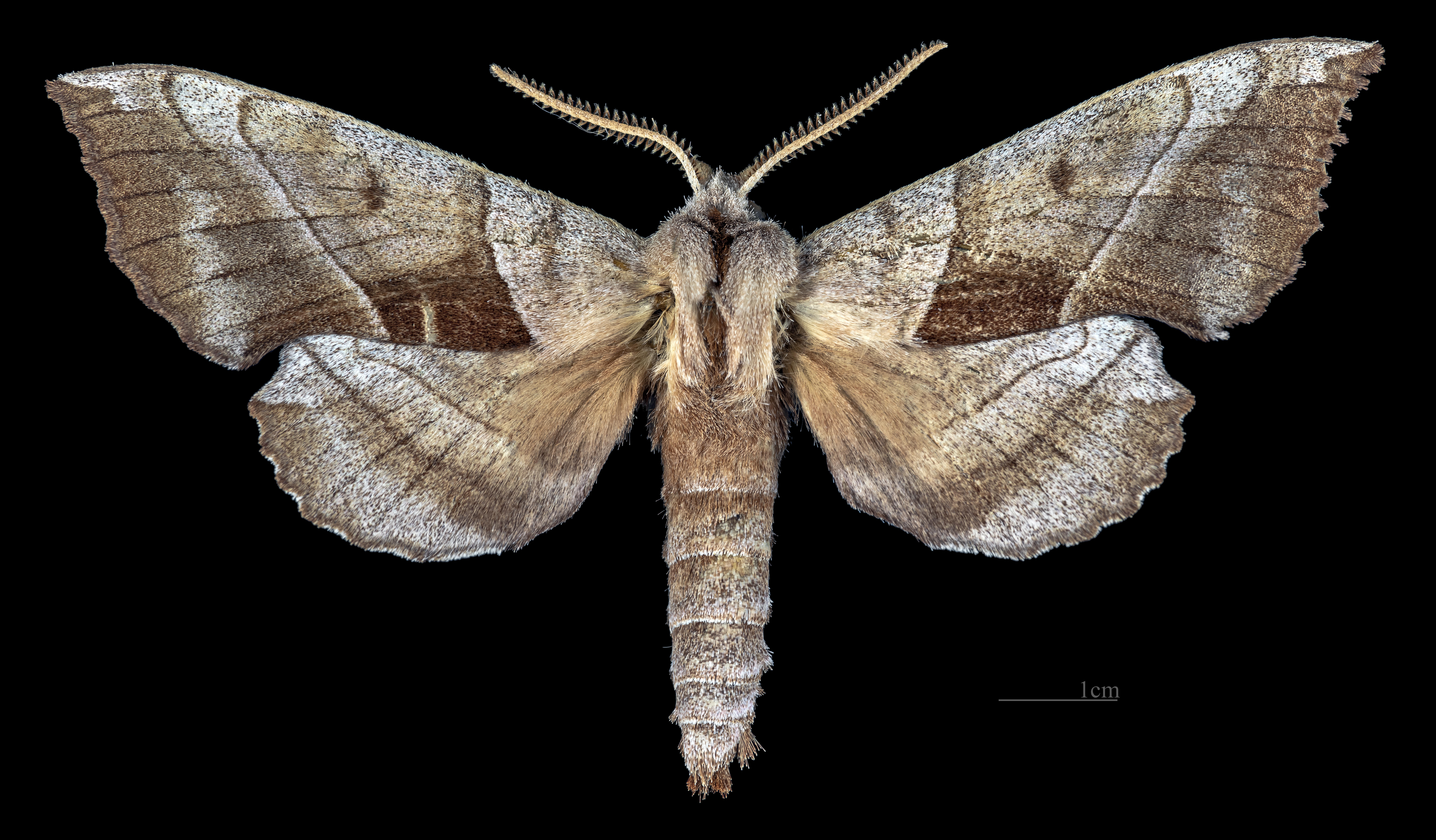
Amorpha juglandis  ♂
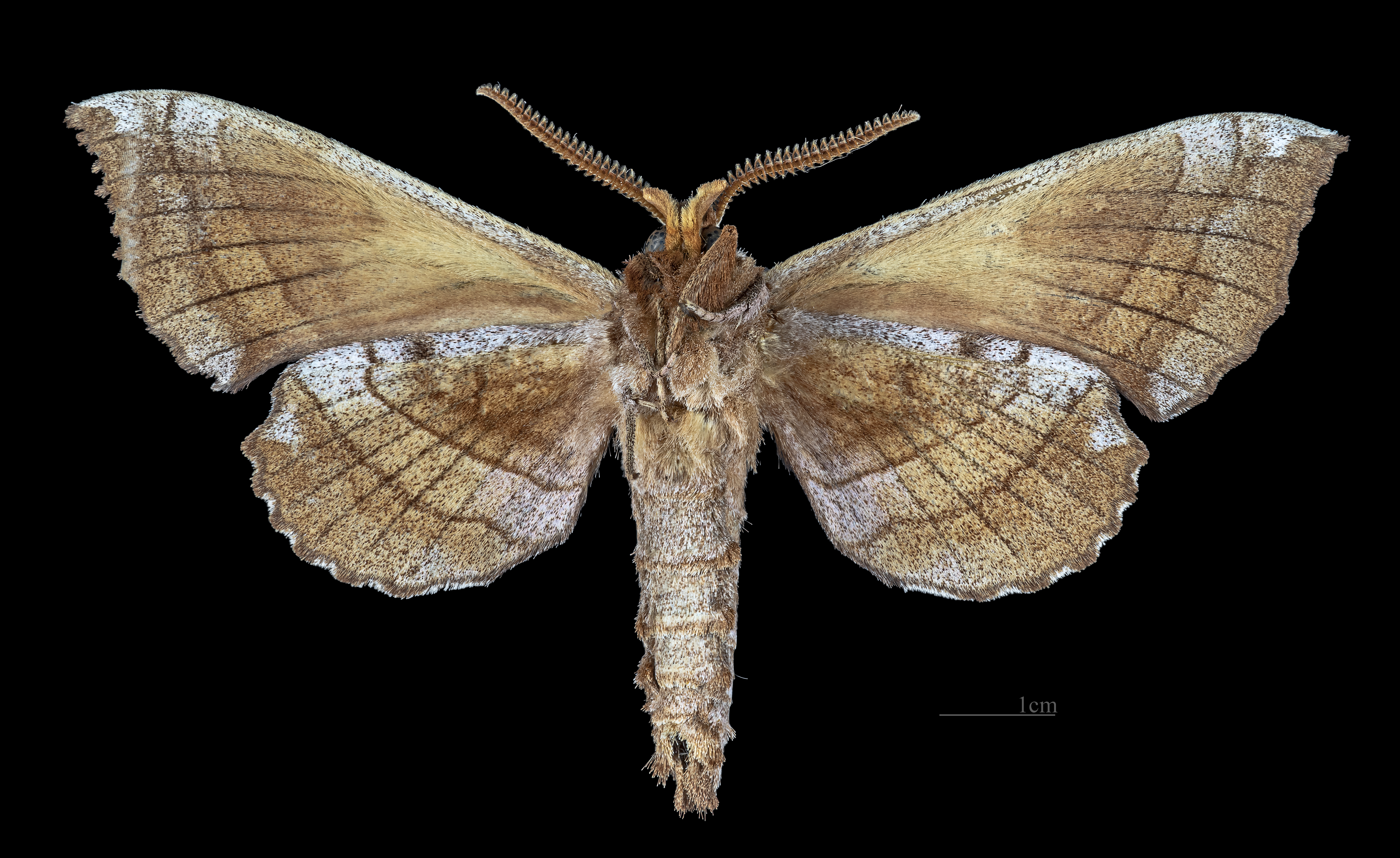
Amorpha juglandis  ♂   △
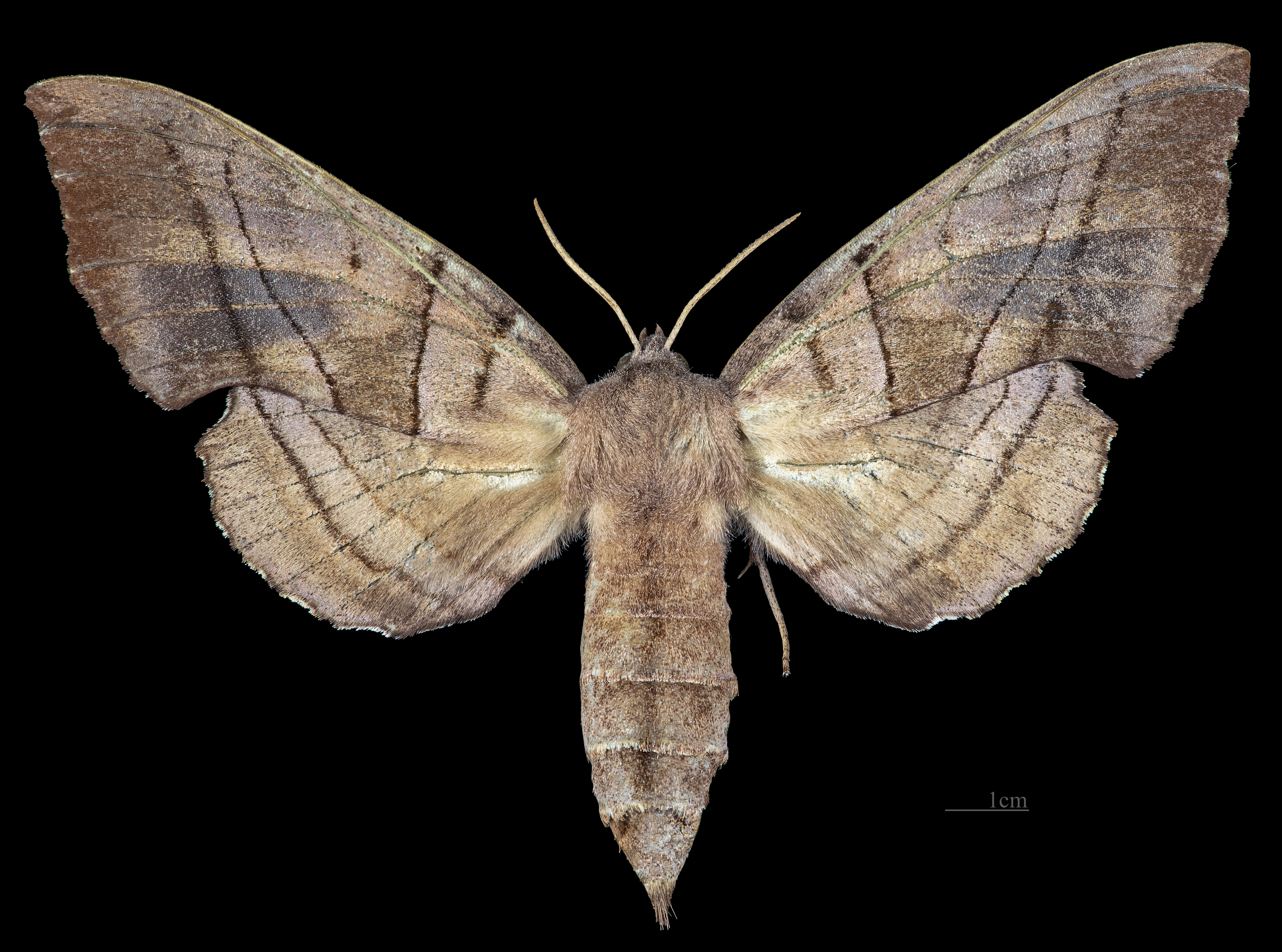
Amorpha juglandis   ♀
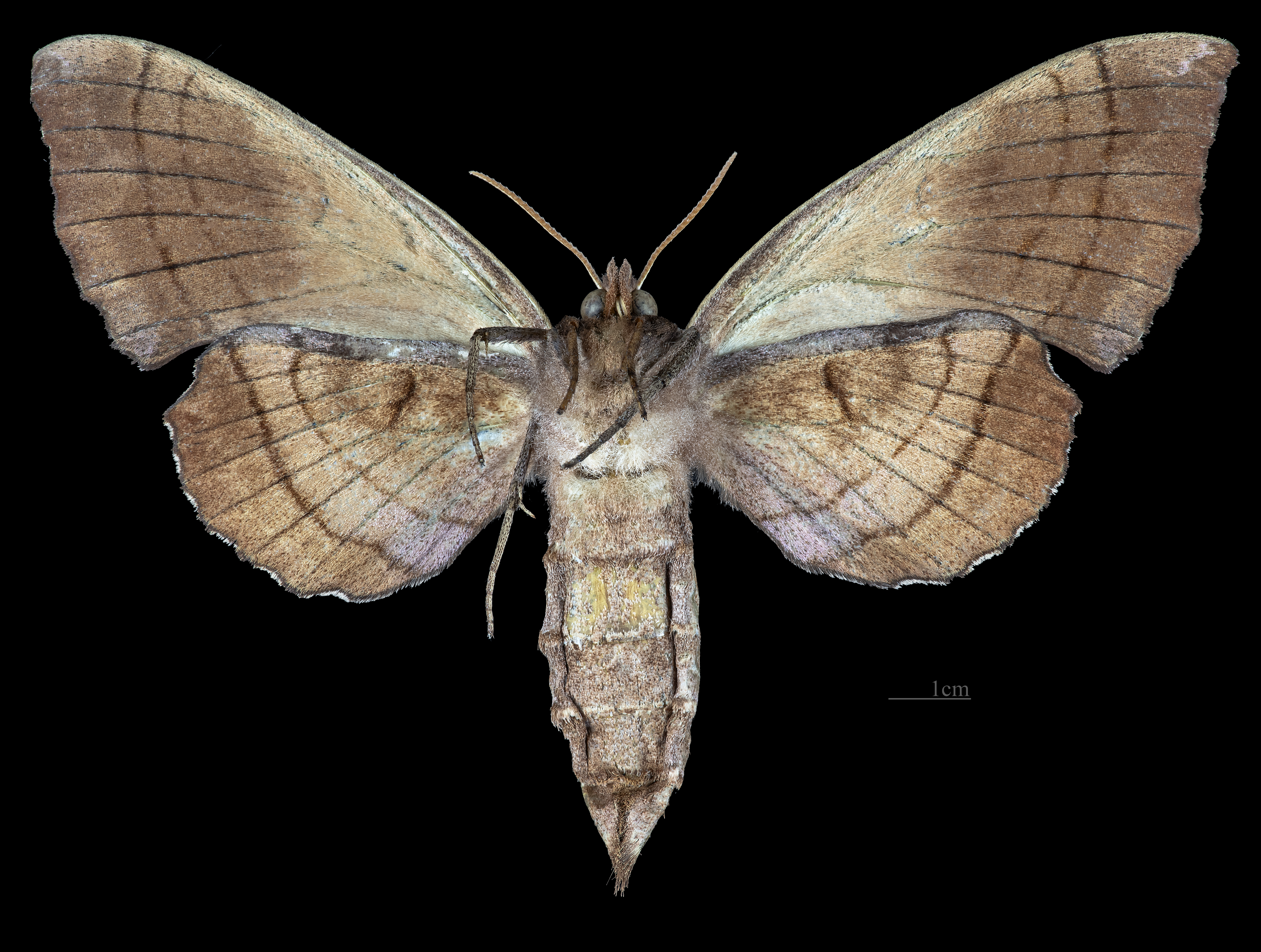
Amorpha juglandis   ♀ △